# Costa Sacate
Costa Sacate é um município da província de Córdova, na Argentina.